# ホルムイミノグルタミン酸
ホルムイミノグルタミン酸（ホルムイミノグルタミンさん、Formiminoglutamic acid、FIGLU）は、ヒスチジンの代謝中間体である。FIGLUテストはビタミンB12もしくは葉酸の欠乏症、肝臓病の確認に使われる。